# مهريان (سررود الشمالي)
مهریان (بالفارسية: مهریان) هي قرية تقع في إيران في قسم سررود الشمالي الريفي. يقدر عدد سكانها بـ 4,857 نسمة .